# ГЕС Yělēi
ГЕС Yělēi (冶勒水电站) — гідроелектростанція у центральній частині Китаю в провінції Сичуань. Знаходячись перед ГЕС Lìzǐpíng, входить до складу каскаду на річці Nányāhé, правій притоці Дадухе, яка в свою чергу є правою притокою Міньцзян (впадає ліворуч до Янцзи).
В межах проекту річку перекрили кам'яно-накидною греблею із асфальтобетонним ущільненням висотою 125 метрів, довжиною 411 метрів та шириною від 14 (по гребеню) до 852 (по основі) метрів. Праворуч до неї прилягає кам'яно-накидна споруда із залізобетонним ядром висотою 15 метрів та довжиною 289 метрів. Разом вони утримують водосховище з об'ємом 311 млн м3 (корисний об'єм 276 млн м3) та припустимим коливанням рівня поверхні між позначками 2600 та 2650 метрів НРМ (під час повені до 2654,5 метра НРМ).
Звідси через прокладений у лівобережному гірському масиві дериваційний тунель довжиною 7,1 км ресурс подається до підземного машинного залу. Тут встановлено дві турбіни типу Пелтон потужністю по 120 МВт, які використовують напір до 645 метрів.